# Wachenbuchen
Wachenbuchen ist der kleinste Stadtteil von Maintal im hessischen Main-Kinzig-Kreis.

## Geographie

### Lage
Wachenbuchen liegt im östlichen Rhein-Main-Gebiet, ca. 17 Kilometer östlich von Frankfurt am Main und 6 Kilometer nordwestlich der Innenstadt von Hanau auf einer Höhe von 128 m über NN.

### Nachbarstädte
Wachenbuchen grenzt im Norden an die Gemeinde Schöneck, im Nordosten an den Hanauer Stadtteil Mittelbuchen. Im Südosten, nach Durchquerung des Forstes, grenzt Wachenbuchen an Hanau-Hohe Tanne und ‑Wilhelmsbad, im Südwesten an den Maintaler Stadtteil Hochstadt.

## Geschichte

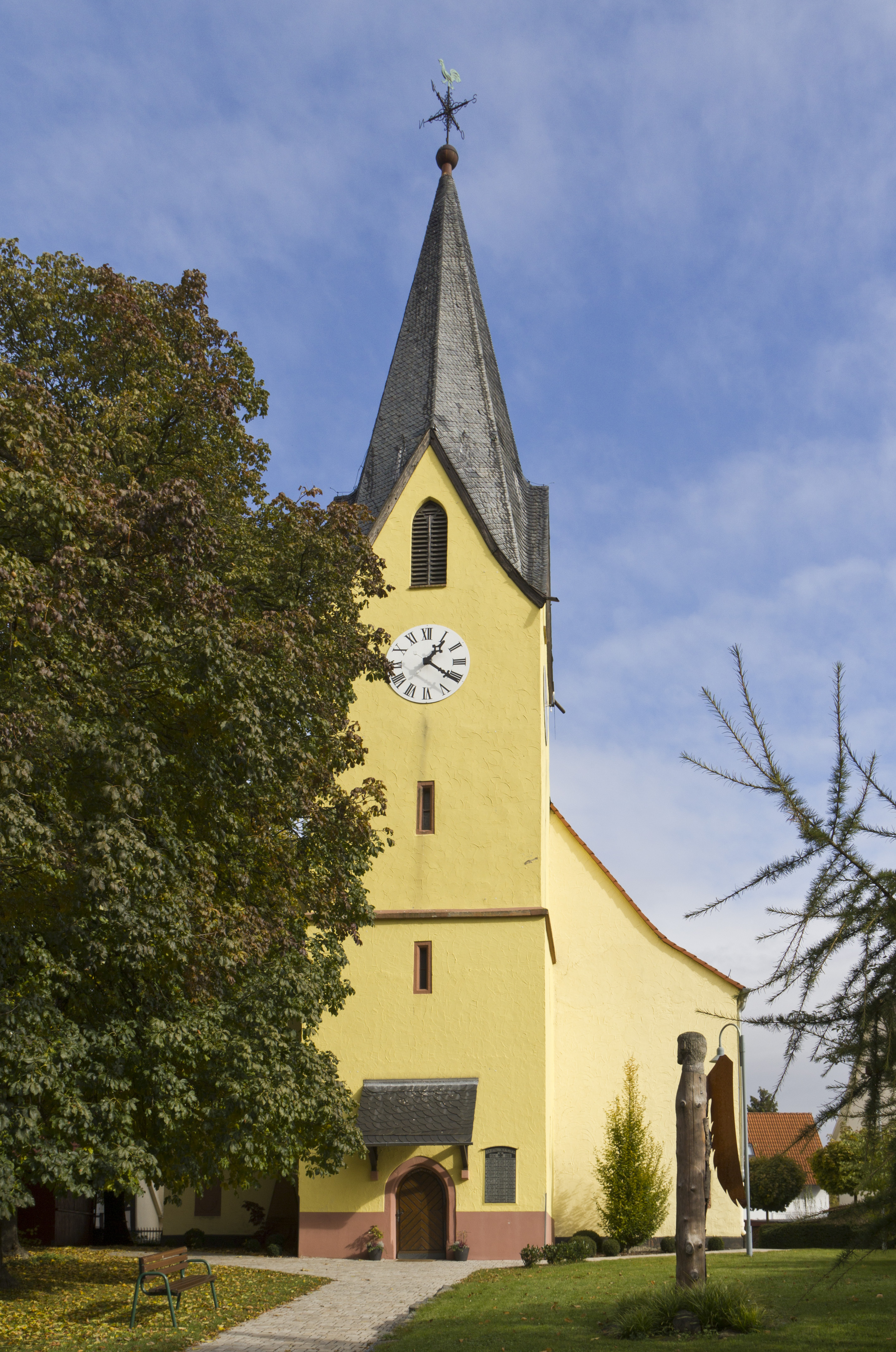
Evangelische Kirche

### Vorgeschichte
Durch die fruchtbaren Böden am südöstlichen Rand der Wetterau war die Wachenbuchener Gemarkung seit der Jungsteinzeit besiedelt. Es fanden sich auch einige bronzezeitliche Grabfunde. Aus der römischen Kaiserzeit stammt ein Hügelgrab mit Brandbestattung am Simmetsweg sowie ein Viergötterstein (Teil einer Jupitergigantensäule), der 1903 bei Bauarbeiten in der Kirche gefunden wurde. Er befindet sich heute im Heimatmuseum Mittelbuchen.

### Mittelalter
Die älteste erhaltene Erwähnung der Gemarkung Bucha stammt aus einer Schenkung an das Kloster Lorsch im Jahr 798 und ist im Lorscher Codex überliefert. Der Urkunde ist nicht zu entnehmen, welcher der Buchen-Orte gemeint ist (Wachenbuchen, Mittelbuchen oder einer der schon im Mittelalter zu Wüstungen gewordenen Orte Lützelbuchen oder Oberbuchen). Im Jahre 1998 feierten Maintal-Wachenbuchen und Hanau-Mittelbuchen deshalb das 1200-jährige Jubiläum gemeinsam. Die Orte bildeten das Kerngebiet des späteren Amtes Büchertal in der Herrschaft Hanau, ab 1429: Grafschaft Hanau, nach der Landesteilung von 1458: Grafschaft Hanau-Münzenberg. Namengebend war das Adelsgeschlecht der Herren von Buchen, Vorgänger der Herren und Grafen von Hanau, zu deren Besitz es seit spätestens 1145 gehörte. In der Gemarkung ist als Bodendenkmal die Burg der Herren von Buchen südöstlich des heutigen Ortsrandes erhalten.
Die erste explizite Erwähnung von Wachenbuchen selbst fällt in das Jahr 1243. Reinhard I. von Hanau schenkte dem Kloster Eberbach Besitz in Wachenbuchen.
1252 werden ein Pfarrer und eine Kirche erwähnt. Das Patrozinium liegt bei Maria, das Kirchenpatronat steht den Herren und späteren Grafen von Isenburg zu. Kirchliche Mittelbehörde war vor der Reformation das Archidiakonat des Propstes von St. Maria ad Gradus in Mainz, Landkapitel Roßdorf.
1986 kam es im Zuge des Einbaus einer Heizung zu einer archäologischen Teiluntersuchung des im Kern mittelalterlichen Gebäudes der Evangelischen Kirche und des sie umgebenden Friedhofs.

### Historische Namensformen
In erhaltenen Urkunden wurde Wachenbuchen unter den folgenden Namen erwähnt (in Klammern das Jahr der Erwähnung):
- Waggenbuche (1243)
- Wachenbuchen (1266)

### Neuzeit
In der Grafschaft Hanau-Münzenberg wurde Mitte des 16. Jahrhunderts nach und nach die Reformation eingeführt. Dies geschah zunächst im lutherischen Sinn. In einer „zweiten Reformation“, wurde die Konfession der Grafschaft Hanau-Münzenberg erneut gewechselt: Graf Philipp Ludwig II. verfolgte ab 1597 eine entschieden reformierte Kirchenpolitik. Er machte vom Jus reformandi, seinem Recht als Landesherr Gebrauch, die Konfession seiner Untertanen zu bestimmen, und setzte dies für die Grafschaft Hanau-Münzenberg weitgehend als verbindlich durch. Die Pfarrei gehörte nachreformatorisch zur „Klasse“ (Dekanat) Büchertal und betreute über lange Strecken im 17. Jahrhundert die Pfarrei Kilianstätten mit.
Nach dem Tod des letzten Hanauer Grafen, Johann Reinhard III., 1736 erbte Landgraf Friedrich I. von Hessen-Kassel aufgrund eines Erbvertrages aus dem Jahr 1643 die Grafschaft Hanau-Münzenberg und damit auch das Amt Büchertal und Wachenbuchen. 1803 wurde die Landgrafschaft Hessen-Kassel zum Kurfürstentum Hessen erhoben.
Während der napoleonischen Zeit stand das Amt Büchertal ab 1806 unter französischer Militärverwaltung, gehörte 1807–1810 zum Fürstentum Hanau, und dann von 1810 bis 1813 zum Großherzogtum Frankfurt, Departement Hanau. Anschließend fiel es wieder an das Kurfürstentum Hessen zurück. Nach der Verwaltungsreform des Kurfürstentums Hessen von 1821, im Rahmen derer Kurhessen in vier Provinzen und 22 Kreise eingeteilt wurde, ging das Amt Büchertal im neu gebildeten Kreis Hanau auf. Mit der Annexion Kurhessens durch das Königreich Preußen nach dem verlorenen Krieg von 1866 wurde auch Wachenbuchen preußisch.
Im Jahr 1912 entstand im äußersten Süden von Wachenbuchen die Gartenstadt-Siedlung Hohe Tanne.

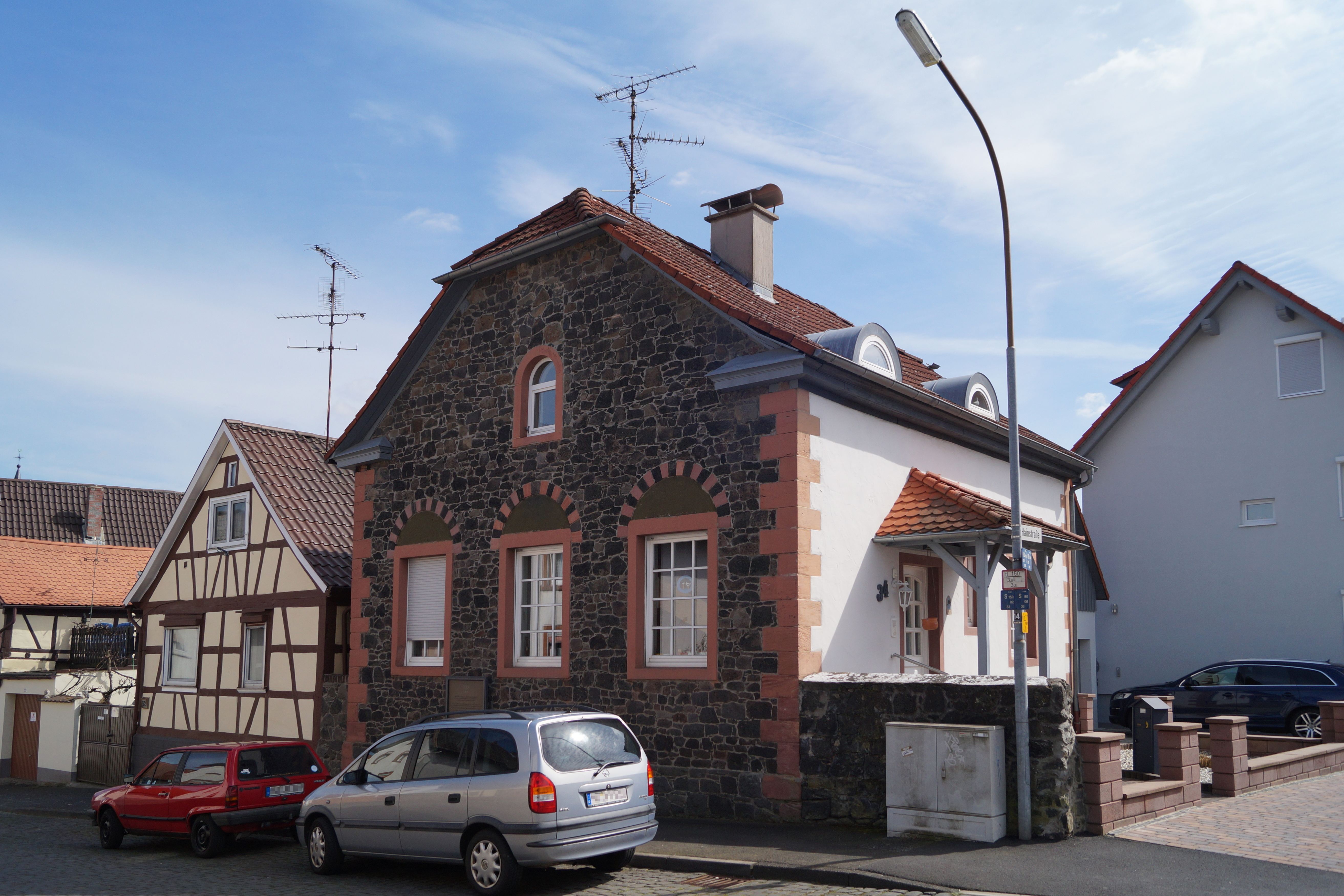
Ehemalige Synagoge

Wachenbuchen hatte bis 1933 einen größeren Anteil jüdischer Mitbürger (1933 waren 83 Einwohner Mitglieder der jüdischen Gemeinde = 5,7 % von 1.465 Einwohnern), die in der NS-Zeit verfolgt und ermordet wurden (→Holocaust). Mindestens 46 der jüdischen Einwohner Wachenbuchens wurden in Konzentrationslagern ermordet. Die um 1880 erbaute Wachenbuchener Synagoge wurde im Novemberpogrom 1938 im Inneren zerstört, das Gebäude steht noch an der Ecke Hainstraße / Alt Wachenbuchen und dient heute als Wohnhaus. Ganz zerstört wurde die benachbarte jüdische Schule.
Am 1. Juli 1974 wurde die Gemeinde Wachenbuchen mit den Gemeinden Bischofsheim, Hochstadt und der Stadt Dörnigheim im Zuge der Gebietsreform in Hessen per Gesetz zur neuen Stadt Maintal zusammengefasst. Die Siedlung Hohe Tanne wurde in die Stadt Hanau umgegliedert.

### Einwohnerentwicklung
Quelle: Historisches Ortslexikon
| • 1544:    | 19 Mann (Schatzungsregister)               |
| • 1587:    | 57 Schützen und 22 Spießer                 |
| • 1632:    | 69 Hausgesesse (61 Familien)               |
| • 1634:    | 97 Bedezahler                              |
| • 1646:    | 24 Bedezahler                              |
| • 1683:    | 56 Bedezahler                              |
| • 1707:    | 63 Familien                                |
| • 1753/54: | 95 Haushaltungen (98 Familien) und 3 Juden |
| • 1812:    | 98 Feuerstellen                            |

| Wachenbuchen: Einwohnerzahlen von 1753 bis 2024 | Wachenbuchen: Einwohnerzahlen von 1753 bis 2024 | Wachenbuchen: Einwohnerzahlen von 1753 bis 2024 | Wachenbuchen: Einwohnerzahlen von 1753 bis 2024 | Wachenbuchen: Einwohnerzahlen von 1753 bis 2024 |
| --- | ----------------------------------------------- | ----------------------------------------------- | ----------------------------------------------- | ----------------------------------------------- |
| Jahr |                                                 |                                                 |                                                 | Einwohner                                       |
| 1753 | 1753                                            |                                                 | 372                                             | 372                                             |
| 1812 | 1812                                            |                                                 | 407                                             | 407                                             |
| 1834 | 1834                                            |                                                 | 614                                             | 614                                             |
| 1840 | 1840                                            |                                                 | 670                                             | 670                                             |
| 1846 | 1846                                            |                                                 | 697                                             | 697                                             |
| 1852 | 1852                                            |                                                 | 758                                             | 758                                             |
| 1858 | 1858                                            |                                                 | 739                                             | 739                                             |
| 1864 | 1864                                            |                                                 | 775                                             | 775                                             |
| 1871 | 1871                                            |                                                 | 758                                             | 758                                             |
| 1875 | 1875                                            |                                                 | 771                                             | 771                                             |
| 1885 | 1885                                            |                                                 | 843                                             | 843                                             |
| 1895 | 1895                                            |                                                 | 972                                             | 972                                             |
| 1905 | 1905                                            |                                                 | 1.112                                           | 1.112                                           |
| 1910 | 1910                                            |                                                 | 1.227                                           | 1.227                                           |
| 1925 | 1925                                            |                                                 | 1.426                                           | 1.426                                           |
| 1939 | 1939                                            |                                                 | 1.630                                           | 1.630                                           |
| 1946 | 1946                                            |                                                 | 2.135                                           | 2.135                                           |
| 1950 | 1950                                            |                                                 | 2.185                                           | 2.185                                           |
| 1956 | 1956                                            |                                                 | 2.311                                           | 2.311                                           |
| 1961 | 1961                                            |                                                 | 2.307                                           | 2.307                                           |
| 1967 | 1967                                            |                                                 | 2.433                                           | 2.433                                           |
| 1970 | 1970                                            |                                                 | 2.557                                           | 2.557                                           |
| 2009 | 2009                                            |                                                 | 3.262                                           | 3.262                                           |
| 2018 | 2018                                            |                                                 | 3.423                                           | 3.423                                           |
| 2022 | 2022                                            |                                                 | 3.450                                           | 3.450                                           |
| 2024 | 2024                                            |                                                 | 3.494                                           | 3.494                                           |
| Datenquelle: Historisches Gemeindeverzeichnis für Hessen: Die Bevölkerung der Gemeinden 1834 bis 1967. Wiesbaden: Hessisches Statistisches Landesamt, 1968. Weitere Quellen: ; nach 1970: Stadt Maintal: Statistische Daten |                                                 |                                                 |                                                 |                                                 |

### Religionszugehörigkeit
Quelle: Historisches Ortslexikon
| • 1885: | 0723 evangelische (= 85,77 %), 12 katholische (= 1,42 %), 108 jüdische (= 12,81 %) Einwohner |
| • 1961: | 1871 evangelisch (= 81,10 %), 328 katholisch (= 14,22 %) Einwohner                           |

## Flächennutzung
Quelle: Historisches Ortslexikon
- 1885 (Hektar): 957, davon 519 Acker (= 54,23 %), 108 Wiesen (= 11,29 %), 298 Holzungen (= 31,14 %)
- 1961 (Hektar): 951, davon 262 Wald (= 27,55 %)

## Wappen und Flagge
Wappen

Blasonierung: „In Blau eine silberne Buche.“
Das Wappen wurde der Gemeinde Wachenbuchen im damaligen Landkreis Hanau am 8. September 1964 durch das Hessische Innenministerium genehmigt.
Das redende Wappen zeigt eine Buche.
Flagge
Die Flagge wurde der Gemeinde am 12. September 1966 durch das Hessische Innenministerium genehmigt und wird wie folgt beschrieben:
„Zwischen schmalen blauen Seitenstreifen eine breite silberne Mittelbahn. Darin in der oberen Hälfte das Wappen.“

## Sehenswürdigkeiten
Wachenbuchen besaß keine aufwendige Stadtmauer wie etwa die beiden Nachbarorte Hochstadt und Mittelbuchen. Eine kleine Dorfmauer existierte, deren Reste noch am alten Friedhof sichtbar sind. In Nachbarschaft zur Kirche ist heute sehenswert das alte Rathaus von 1555 sowie zahlreiche weitere Fachwerkbauten im alten Ortskern.
Markant ist der durch eine Fernmeldeanlage weithin sichtbare Sendeturm (gelegentlich auch als Wachenbuchenturm bezeichnet) auf dem Hühnerberg, der höchsten Erhebung von Maintal.

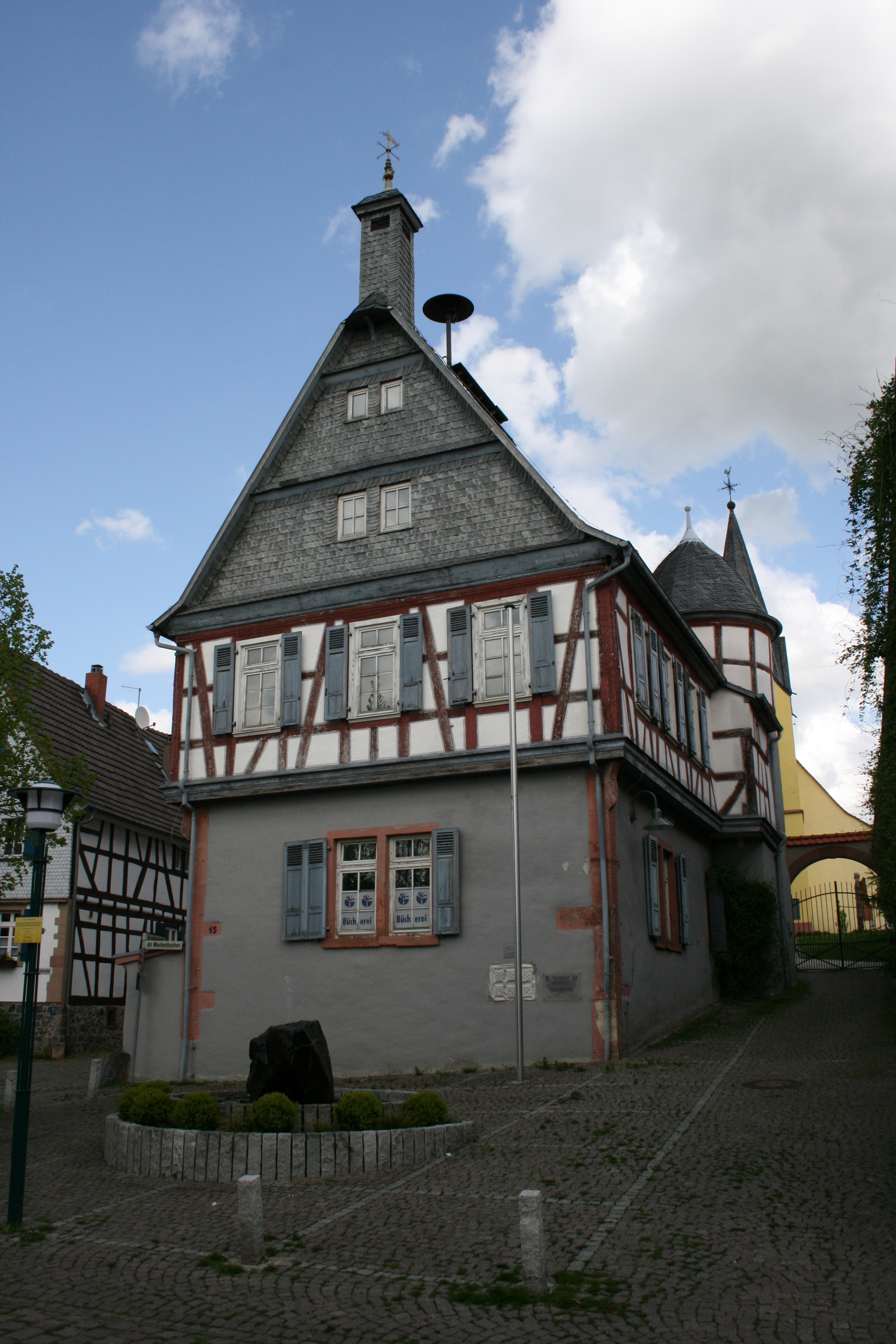
„Altes Rathaus“, erbaut 1555.
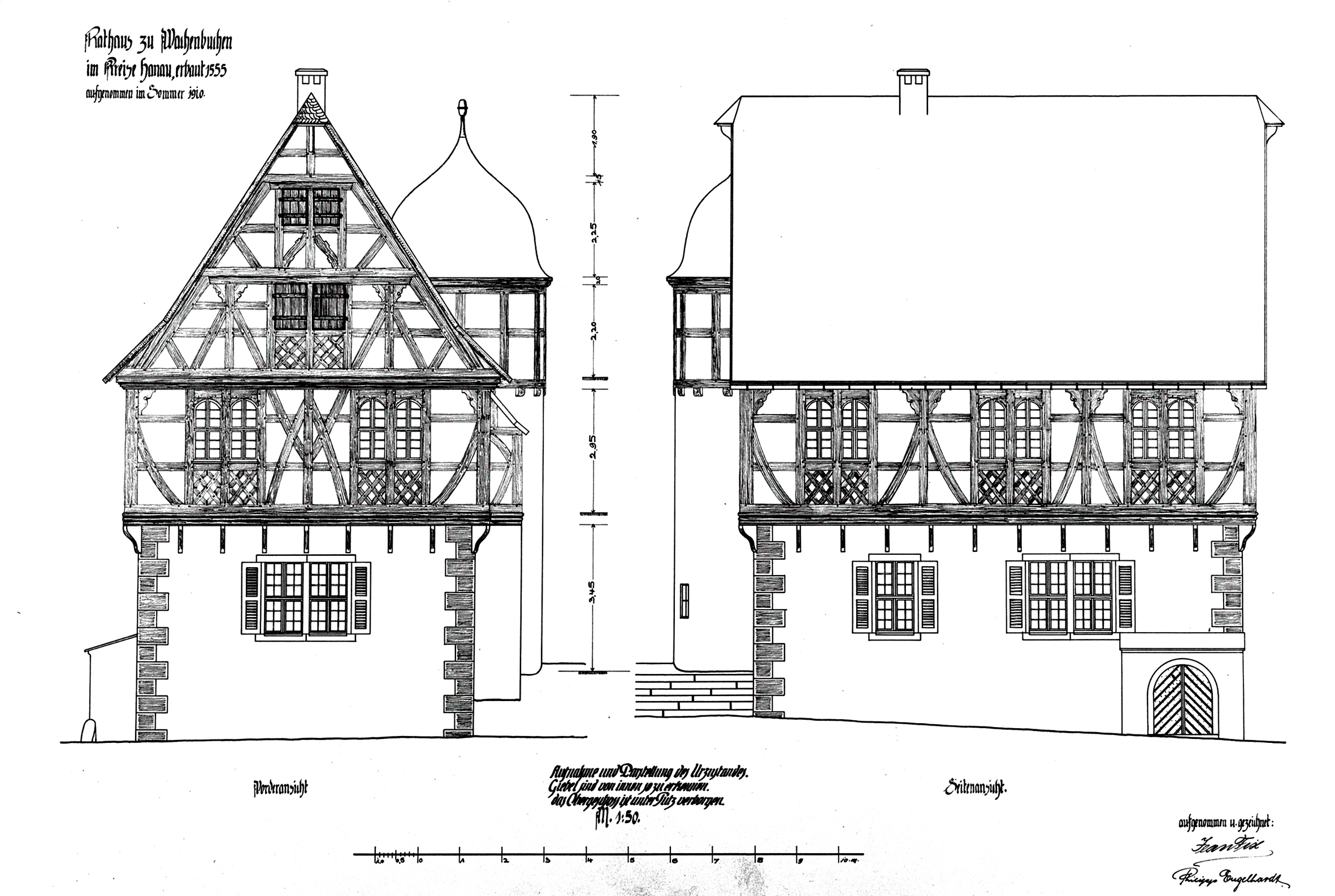
Das 1555 erbaute Rathaus zu Wachenbuchen im Kreis Hanau: Zeichnung der Absolventen der Kgl. Baugewerkschule Frankfurt/M. Jean Fix und Philipp Engelhardt, aufgenommen 1910
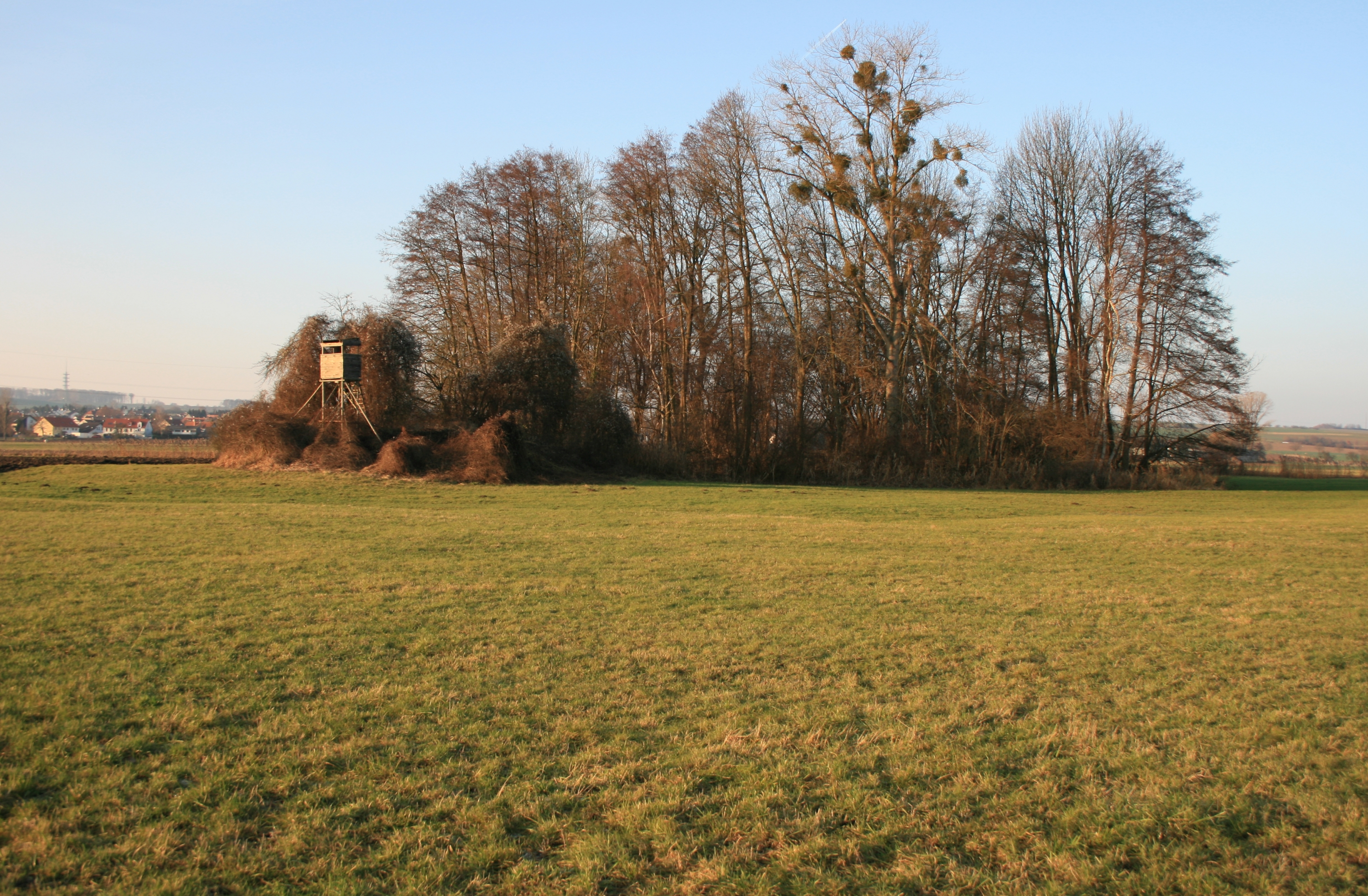
Burg Wachenbuchen, Rest einer Turmhügelburg
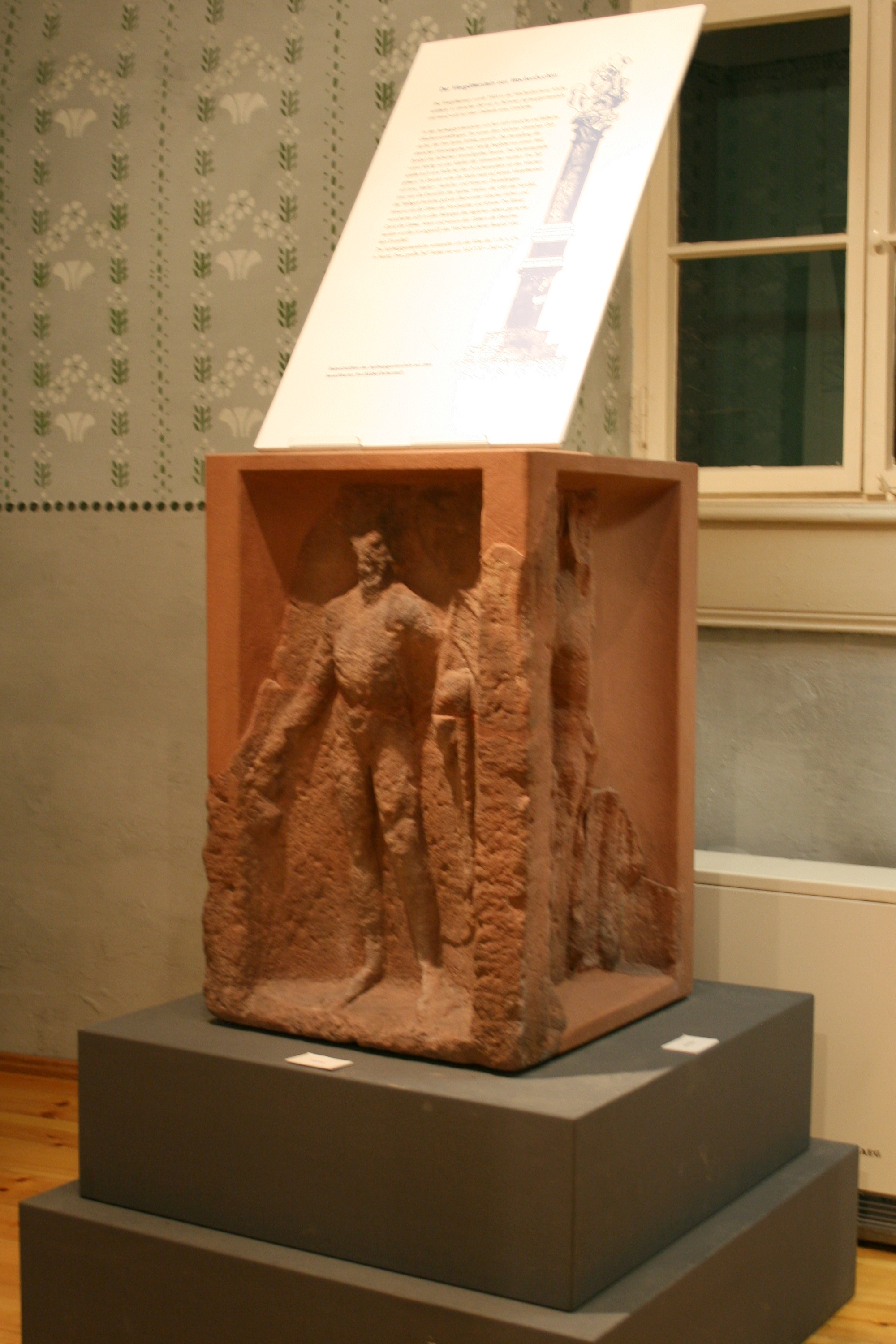
Viergötterstein aus der evangelischen Kirche, ausgestellt im Heimatmuseum Hanau-Mittelbuchen.
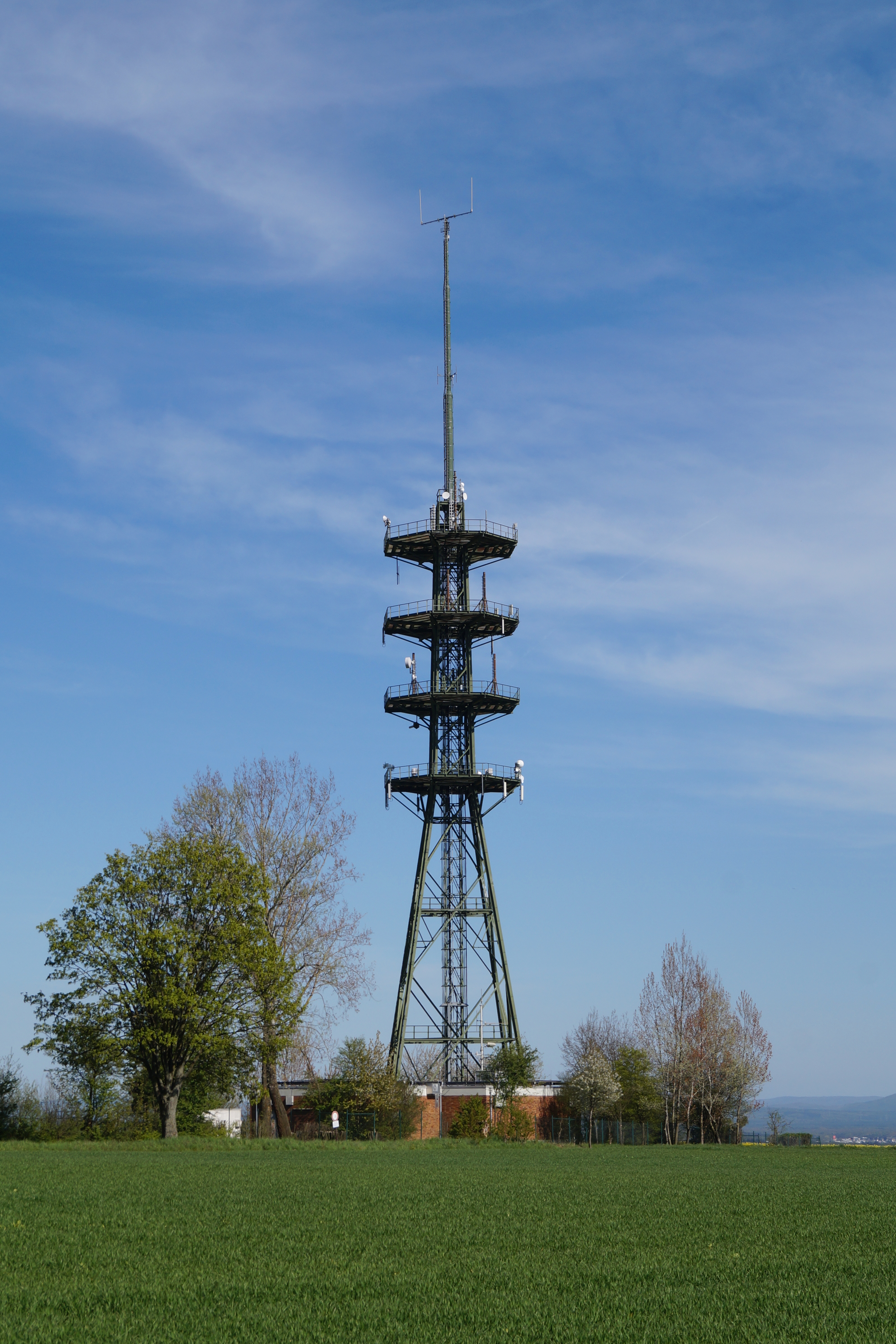
Sendeturm Hühnerberg

## Wirtschaft und Infrastruktur

### Wirtschaftsstruktur
Neben der Landwirtschaft, die wegen der großen Gemarkungsfläche noch heute ein wichtiger Erwerbszweig ist, gab es im Gefolge Schmuckwarenindustrie im benachbarten Hanau bis ins 20. Jahrhundert auch Diamantschleifer. Dazu kam Kleingewerbe des Handwerks und Handels, Berufe, die vor dem Zweiten Weltkrieg zum beträchtlichen Teil von ortsansässigen Juden ausgeübt wurden.

### Verkehr
Wachenbuchen hat von den Maintaler Stadtteilen die schwächste Infrastruktur. Durch 3 Buslinien ist es mit den anderen Stadtteilen und den Bahnhöfen Maintal Ost, Hanau Hauptbahnhof und in Frankfurt am Main verbunden. Über Landstraßen werden Niederdorfelden, Schöneck, Mittelbuchen, Hochstadt und Hanau erreicht.

### Bildung
Die Grundschule für Wachenbuchen ist die Büchertalschule. Sie liegt zwischen Wachen- und Mittelbuchen.